# Thesea pallida
Thesea pallida är en korallart som beskrevs av Nutting 1910. Thesea pallida ingår i släktet Thesea och familjen Plexauridae. Inga underarter finns listade i Catalogue of Life.